# Língua protomaia
A língua protomaia é o ancestral hipotético das línguas maias actualmente faladas bem como das já extintas, incluindo o maia clássico documentado nas inscrições hieroglíficas maias.

## Fonologia
A língua protomaia tem os sons abaixo, de acordo com a reconstrução efectuada por Campbell e Kaufman (1985).
Cinco vogais: a, e, i, o e u. 
Cada uma delas ocorre com uma versão curta e uma versão longa: aa, ee, ii, oo e uu,
|            | Bilabial | Bilabial | Alveolar    | Alveolar    | Palatal | Palatal   | Velar   | Velar    | Uvular  | Uvular   | Glotal  |       |
| ---------- | -------- | -------- | ----------- | ----------- | ------- | --------- | ------- | -------- | ------- | -------- | ------- | ----- |
|            | simples  | ejectiva | simples     | ejectiva    | simples | ejectiva  | simples | ejectiva | simples | ejectiva | simples |       |
| Oclusivas  | p [p]    | b' [ɓ]   | t [t]       | t' [t']     | ty [tʲ] | ty' [tʲ'] | k [k]   | k' [k']  | q [q]   | q' [q']  | ' [ʔ]   |       |
| Africadas  |          |          | ts [ʦʰ]     | ts' [ʦ’]    | ch [ʧʰ] | ch' [ʧ’]  |         |          |         |          |         |       |
| Fricativas |          |          | s [s]       | s [s]       | x [ʃ]   | x [ʃ]     |         |          | j [X]   | j [X]    | h [h]   | h [h] |
| Nasais     | m [m]    | m [m]    | n [n]       | n [n]       |         |           | nh [ŋ]  | nh [ŋ]   |         |          |         |       |
| Líquidas   |          |          | l [l] r [r] | l [l] r [r] |         |           |         |          |         |          |         |       |
| Deslizes   |          |          |             |             | y [j]   | y [j]     | w [w]   | w [w]    |         |          |         |       |

### Regras sonoras
O seguinte conjunto de mudanças de sons do protomaia para as línguas modernas é usado como base da classificação das línguas maias. Cada mudança de som pode ser partilhada por várias línguas; um fundo cinzento indica que não ocorreu qualquer mudança.
| Huastecano       | Iucatecano | Cholano-Tseltalano | Cholano-Tseltalano | Canjobalano-Chujeano | Canjobalano-Chujeano | Quicheano-Mameano | Quicheano-Mameano   | Quicheano-Mameano | Quicheano-Mameano |
| ---------------- | ---------- | ------------------ | ------------------ | -------------------- | -------------------- | ----------------- | ------------------- | ----------------- | ----------------- |
| Huastecano       | Iucatecano | Cholano            | Tseltalano         | Canjobalano          | Chujeano             | Quicheano         | Quicheano           | Mameano           | Mameano           |
| Huastecano       | Iucatecano | Cholano            | Tseltalano         | Canjobalano          | Chujeano             | Quiché            | Caqchiquel- Tsutuil | Mam               | Ixil              |
| *w > b           |            |                    |                    |                      |                      |                   |                     |                   |                   |
| *h > w/_o,u      |            |                    |                    |                      |                      |                   |                     |                   |                   |
| *q > k, *q' > k' |            |                    |                    |                      |                      |                   |                     |                   |                   |
| *ŋ > h           | *ŋ > n     | *ŋ > n             | *ŋ > n             | *ŋ > n               | *ŋ > n               | *ŋ > x            | *ŋ > x              | *ŋ > x            | *ŋ > x            |
|                  |            | *e: > i, *o: > u   |                    |                      |                      |                   |                     |                   |                   |
|                  | *a: > ɨ    |                    |                    |                      |                      |                   |                     |                   |                   |
|                  | *-t > -tʃ  |                    |                    |                      |                      |                   |                     | *t > tʃ           | *t > tʃ           |
|                  |            |                    |                    |                      |                      |                   | *-h > -j            |                   |                   |
|                  |            |                    |                    |                      |                      | CVʔVC > CVʔC      |                     |                   |                   |
|                  |            |                    |                    |                      |                      |                   |                     | *r > t            |                   |
|                  |            |                    |                    |                      |                      |                   |                     | *r > j            |                   |
|                  |            |                    |                    |                      |                      |                   |                     | *tʃ > tʂ          |                   |
|                  |            |                    |                    |                      |                      |                   | *-ɓ > -ʔ/VCV_#      |                   |                   |

### Desenvolvimentos
As oclusivas palatalizadas [tʲ'] e [tʲ] não passaram para qualquer um dos grupos modernos. Pelo contrário, reflectem-se de modo diferente nos diferentes ramos permitindo uma reconstrução destes fonemas como oclusivas palatalizadas. No ramo oriental (Chujeano-Canjobalano e Cholano) reflectem-se como [ts] e [ts'] e no iucateco e quicheano como [ʧʰ] e [ʧ’].
| Protomaia | Canjobal | Mam   | Quiché | Português |
| --------- | -------- | ----- | ------ | --------- |
| *tʲeːʔ    | teʔ      | tseʔ  | ʧeːʔ   | árvore    |
| *tʲaʔŋ    | tan      | tsaʔX | ʧaːX   | cinzas    |

A líquida protomaia [r] reflecte-se como [j] nas línguas orientais (Chujeano-Canjobalano e Cholano), Huastecano e Iucatecano e como [ʧʰ] no Mameano e [r] no Quicheano e Pocom.
| Protomaia | Iucateco | Ixil  | Quiché | Português |
| --------- | -------- | ----- | ------ | --------- |
| *raʔʃ     | jaʔʃ     | tʃaʔʃ | raʃ    | verde     |
| *kar      | kaj      | tʃaj  | kar    | peixe     |

A velar nasal protomaia *[ŋ] é reflectida como [x] no ramo ocidental (Quicheano, Mameano), como [n] em Canjobalano, Cholano e Iucatecano, e apenas conservado como [ŋ] em Chuj e Popti. No Huastecano *[ŋ] é reflectido como [h].
| Protomaia | Canjobal | Ixil | Popti | Português |
| --------- | -------- | ---- | ----- | --------- |
| *ŋeːh     | ne       | xeh  | ŋeh   | cauda     |

O estatuto divergente do huasteco é revelado por várias inovações não partilhadas com outros grupos. O huasteco é o único ramo que substituiu o *[w] protomaia por [b].
O huasteco (mas não o chicomucelteco) é também a única língua maia que possui um fonema velar labializado, [kʷ]; porém, sabe-se que se trata de um desenvolvimento pós-colonial: comparando documentos da época colonial em huasteco com o huasteco moderno, pode ver-se que onde se encontra o [kʷ] moderno encontravam-se originalmente sequências de *[k] seguidas por uma vogal arredondada e um deslize. Por exemplo, a palavra "abutre", que em huasteco moderno se pronuncia [kʷiːʃ], escrevia-se <cuyx> no huasteco colonial, e pronunciava-se *[kuwiːʃ].
O agrupamento dos ramos cholano e iucatecano baseia-se parcialmente na inovadora mudança do *[a] curto para [ɨ]. Todas as línguas cholanas alteraram as vogais longas protomaias *[eː] e *[oː] para [i] e [u] respectivamente. O estatuto independente do iucatecano é evidenciado pelo facto de todas as línguas iucatecanas haverem substituído o *[t] protomaia por [ʧ] na posição final de palavra.
As línguas quicheano-mameanas e canjobalanas, retiveram as paragens uvulares protomaias ([q] e [q’]); em todos os restantes ramos estes sons fundiram-se com [k] e [k’], respectivamente. Portanto, pode dizer-se que o agrupamento quicheano-mameano assenta sobretudo em retenções partilhadas em lugar de inovações.
O mameano distingue-se do quicheano em larga medida por uma mudança em cadeia que alterou *[r] para [t], *[t] para [ʧ], *[ʧ] para [ʈʂ] e *[ʃ] para [ʂ]. Estas africadas e fricativas retroflexas estenderam-se mais tarde ao canjobal por contacto linguístico.
Dentro do ramo quicheano, o caqchiquel e o tsutuil diferem do quiché por terem mudado os *[w] e *[ɓ] finais protomaias para [j] e [ʔ] respectivamente em palavras polissilábicas.
Outras mudanças são gerais em toda a família maia. Por exemplo, a glotal fricativa protomaia *[h], que nenhuma língua reteve como tal, tem numerosos reflexos nas várias línguas filhas dependendo da sua posição na palavra. Em alguns casos alongou uma vogal precedente nas línguas que mantiveram a métrica das vogais. Noutras línguas tornou-se [w], [j], [ʔ], [x], ou desapareceu.
Outras inovações esporádicas ocorreram independentemente em vários ramos. Por exemplo, desapareceu a métrica distintiva das vogais no canjobalano-chujeano (excepto no mochó e acateco), caqchiquel e chol. Outras línguas transformaram a distinção da métrica  numa de vogais tensas versus vogais relaxadas, perdendo mais tarde esta distinção, na maioria dos casos. No entanto, o caqchiquel manteve uma vogal tipo schwa centralizada e relaxada como reflexo do [a] protomaia.
Duas línguas, o iucateco e o uspanteco, além de um dialecto de tsotsil, introduziram uma distinção tonal entre as vogais, com tons baixos e altos correspondendo à anterior métrica das vogais além de reflectir *[h] e *[ʔ].